# Фаренсе
«Фаре́нсе» (порт. Sporting Clube Farense) — португальский профессиональный футбольный клуб базирующийся в Фару, центре региона Алгарви, основан в 1910 году. Домашние матчи проводит на стадионе «Алгарве», вмещающем 30 305 зрителей. В сезоне 2019/2020 клуб занял второе место в Сегунда-лиге и получил право выступить в Примейре в следующем сезоне.

## Достижения
- Высшим достижением в чемпионате Португалии, является 5-е место в сезоне 1994-95
- Финалист Кубка Португалии: 1990

## Выступления в еврокубках
| Сезон   | Турнир     | Раунд | Страна       | Клуб         | Счёт     |
| ------- | ---------- | ----- | ------------ | ------------ | -------- |
| 1995/96 | Кубок УЕФА | 1R    | Флаг Франции | Олимпик Лион | 0:1, 0:1 |

- 1R — первый раунд